# 宮崎本店

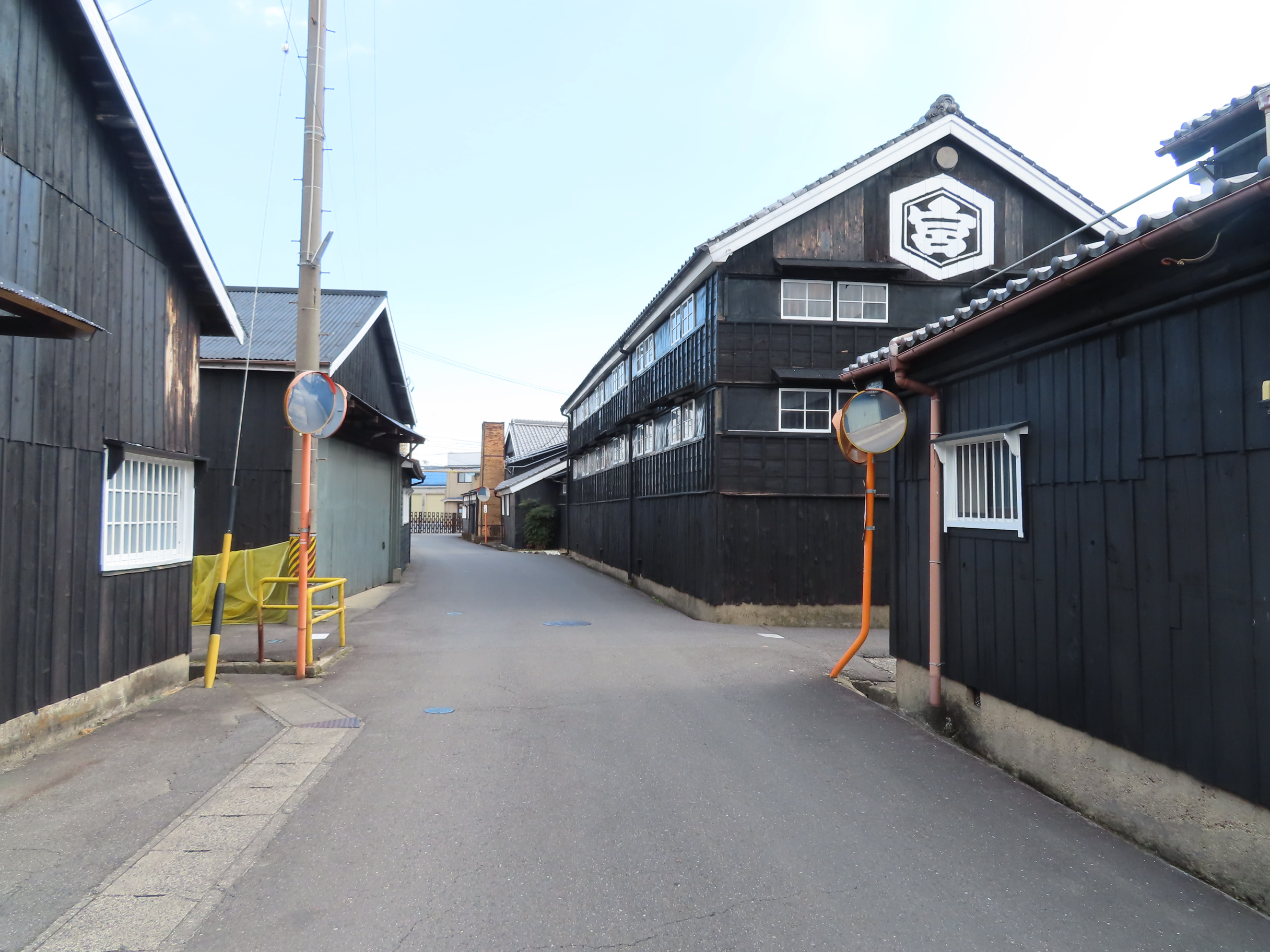
道路の両側に蔵が立ち並ぶ

株式会社宮﨑本店（みやざきほんてん）は、三重県四日市市楠町（旧三重郡楠町）にある日本の醸造業者。
三重県産の伊賀米などを使用した日本酒、焼酎など酒類の製造・販売を行っている。1846年（弘化3年）の創業当時から焼酎で知られており、「キンミヤ焼酎」は東京など関東地方の居酒屋でも親しまれている甲類焼酎のブランドである。2020年（令和2年）の売上高は前年比7%増の66億円となり、全国の焼酎・泡盛メーカーの中で10位となった。世界酒類コンクールで17年連続で金賞を受賞している。

## 沿革
- 1846年（弘化3年） - 伊勢国三重郡楠村（現在の三重県四日市市楠町）で清酒・焼酎の製造を開始。楠町付近は甘藷芋の産地であり、また江戸への廻船業が盛んだった[3]。明治時代の楠町には30軒以上の焼酎の蔵元があった[3]。
- 1923年（大正12年） - 関東大震災の際に商品を無償で提供[1]。
- 1951年（昭和26年） - 株式会社に改組。株式会社宮崎本店設立。
- 1964年（昭和39年） - 東京営業所（現・東京支店）開設。
- 1996年（平成8年） - 「宮﨑本店事務所・貯蔵庫A棟・第4倉庫・第8倉庫・貯蔵庫」が登録有形文化財に登録[4]。
- 1998年（平成10年） - ISO9001を取得。
- 1999年（平成11年） - ISO14001を取得。

## 事業所
本社・工場
三重県四日市市楠町南五味塚972番地
東京支店
東京都中央区新川1丁目3番9号 宮崎新川ビル1F

## 主な商品
日本酒
- 宮の雪 - 銘柄の由来は創業家である「宮崎」と三重県の象徴である「伊勢神宮」の『宮』と、鈴鹿山脈の山並に積もる『雪』から採った。
  - 大吟醸
  - 純米吟醸
  - 純米
  - 本醸造
  - 普通酒

焼酎
- 亀甲宮焼酎（甲類焼酎） - 別名の「キンミヤ焼酎」の呼称で知られ、ラベルにも併記される。原材料は他社の甲類焼酎の多くと同じく糖蜜アルコールであるが、鈴鹿山系の伏流水を割水に用いることで口当たりを良くしている[1]。宮崎本店自身「他社との違いは仕込み水だけ」であると公言している。[要出典]売上の約7割は東京都の東側であり、下町の飲み屋を中心に親しまれている[1]。同じく東京の下町で普及しているホッピーとの相性も良いとされている[5]。
  - シャリキン - パウチ入りのキンミヤ焼酎。シャーベット状に凍らせ、各種の割り材に加えて飲むことを想定したもの。
- 久寿（麦焼酎）
- 麦の一滴 黒麹仕込み（麦焼酎）
- 時乃刻印（米焼酎）
- 白髭（ごぼう焼酎）

ウイスキー
- サンピースウイスキー - 地ウイスキー。

みりん
- キンミヤ本みりん

### 販売終了品
チューハイ
- スカイ・ハイ

焼酎
- クロミヤ焼酎（粕取り焼酎） - キンミヤとはラベルの色が異なった。ラベルの色によってこのような通称が生まれた。2007年に復刻生産されたことがある。

## 受賞歴
全国新酒鑑評会
平成14酒造年 - 29酒造年
- 「宮の雪」金賞受賞 - 平成29年受賞

## 主な歴代CM出演者
- 萩尾みどり
- 竹中直人
- 田中美奈子
- 水野美紀